# Albin Kurti
Albin Kurti (ur. 24 marca 1975 w Prisztinie) – kosowski inżynier i polityk, od 3 lutego do 3 czerwca 2020 i od 22 marca 2021 premier Kosowa.

## Życiorys
Syn inżyniera Zaima i Arife z d. Tahiri. W 1993 ukończył studia z zakresu elektroniki na uniwersytecie w Prisztinie, uzyskując dyplom inżyniera. W latach 1997–1998 zaangażował się w ruch studencki, organizując demonstracje przeciwko zajęciu przez policję serbską budynków uniwersyteckich. W 1998 objął funkcję rzecznika Adema Demaçiego, przedstawiciela politycznego Wyzwoleńczej Armii Kosowa. W czasie wojny w Kosowie, 21 kwietnia 1999 został aresztowany przez policję serbską i osadzony w więzieniu Lipljan, skąd wkrótce przeniesiony do Kruševaca. Stanął przed Sądem Okręgowym w Niszu, który 13 marca 2000 skazał go na karę 15 lat więzienia za prowadzenie działalności antypaństwowej. Więzienie w Požarevacu opuścił 7 grudnia 2001, pod naciskiem opinii międzynarodowej na władze Serbii. Po uwolnieniu zaangażował się w działalność ruchu Samookreślenie, organizując akcje protestacyjne przeciwko rządom UNMIK w Kosowie, w ramach których postulował uzyskanie przez Kosowo pełnej niepodległości. 10 lutego 2007 doszło do starć demonstrantów z policjantami rumuńskimi służącymi w ramach misji UNMIK. Zginęło dwóch nieuzbrojonych demonstrantów, a 82 osoby zostały ranne. Albin Kurti jako organizator protestu został aresztowany i spędził cztery miesiące w więzieniu.

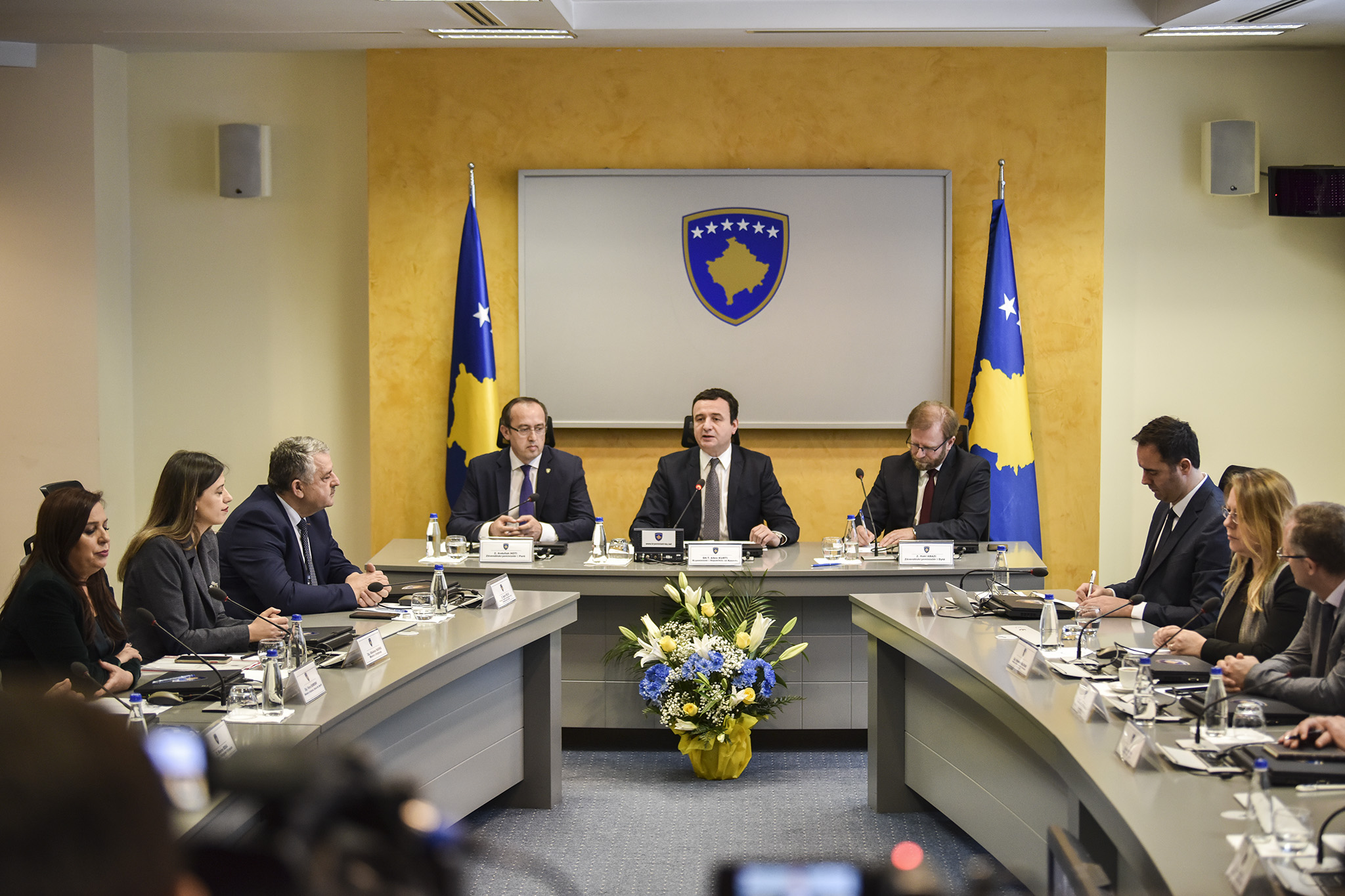
Pierwsze posiedzenie rządu Kosowa pod przewodnictwem A. Kurtiego (luty 2020)

W wyborach 2010 po raz pierwszy został wybrany do parlamentu Kosowa. W latach 2011–2014 kierował komisją spraw zagranicznych w parlamencie Kosowa. Ugrupowanie, którym kierował Kurti, wygrało przedterminowe wybory parlamentarne w październiku 2019, a Kurti zdobył najwięcej głosów w skali kraju (183 868). 3 lutego 2020 Zgromadzenie Kosowa większością 66 głosów wybrało Albina Kurtiego na premiera koalicyjnego rządu Kosowa (34 deputowanych zbojkotowało głosowanie). 25 marca rząd Kurtiego upadł, kiedy 82 spośród 120 deputowanych Zgromadzenia Kosowa zagłosowało za jego odwołaniem.
22 marca 2021 ponownie został premierem Kosowa (za jego nominacją głosowało 67 deputowanych, przeciwnego zdania było 30).
Jest żonaty (żona Rita Augestad Knudsen jest Norweżką), ma córkę Leę.